# Terminalia mantaly
Tránh nhầm lẫn với loài Bucida molinetii cũng được gọi là bàng Đài Loan trong tiếng Việt
Terminalia mantaly trong tiếng Việt có thể gọi tên bàng Đài Loan hay còn gọi bàng Madagascar, tiếng Trung Quốc gọi 小叶欖仁 (tiểu diệp lãm nhân) là một loài thực vật có hoa thuộc họ Combretaceae. Loài này được H.Perrier công bố mô tả năm 1953.
Nguyên xuất từ đảo quốc Madagascar (châu Phi), nó được nhân giống trồng nhiều nơi trên thế giới. Bàng Madagascar là cây dạng gỗ nhỏ đến trung bình, cao 10-20m. Thân cây thằng và gọn gàng, sinh trưởng nhịp điệu, cành nhánh mọc thàng tầng tán. Vỏ cây màu xám nhạt, mịn. Lá đơn mọc cách tập trung đầu cành. Phiến lá dài 5–7 cm, hình mũi mác ngược, đuôi lá nhọn men cuống. Hoa lưỡng tính mọc thành cụm, các cụm hoa dài 4–5 cm, mọc ra từ nách lá. Quả hạch hình bầu dục không có cánh rõ ràng, dài 1,5 cm.
Bàng Madagascar là cây thường xanh, sinh trưởng nhanh, có thể chịu khô hạn. Cây được trồng lấy bóng mát và làm cây xanh đường phố phổ biến ở các đô thị của châu Phi tại Djibouti, Eritrea, Ethiopia, Kenya, Senegal, Somalia, Tanzania, Uganda. Nhiều quốc gia châu Á nhập về trồng trang trí đô thị, trong đó phổ biến như ở thành phố Đài Trung (Đài Loan).

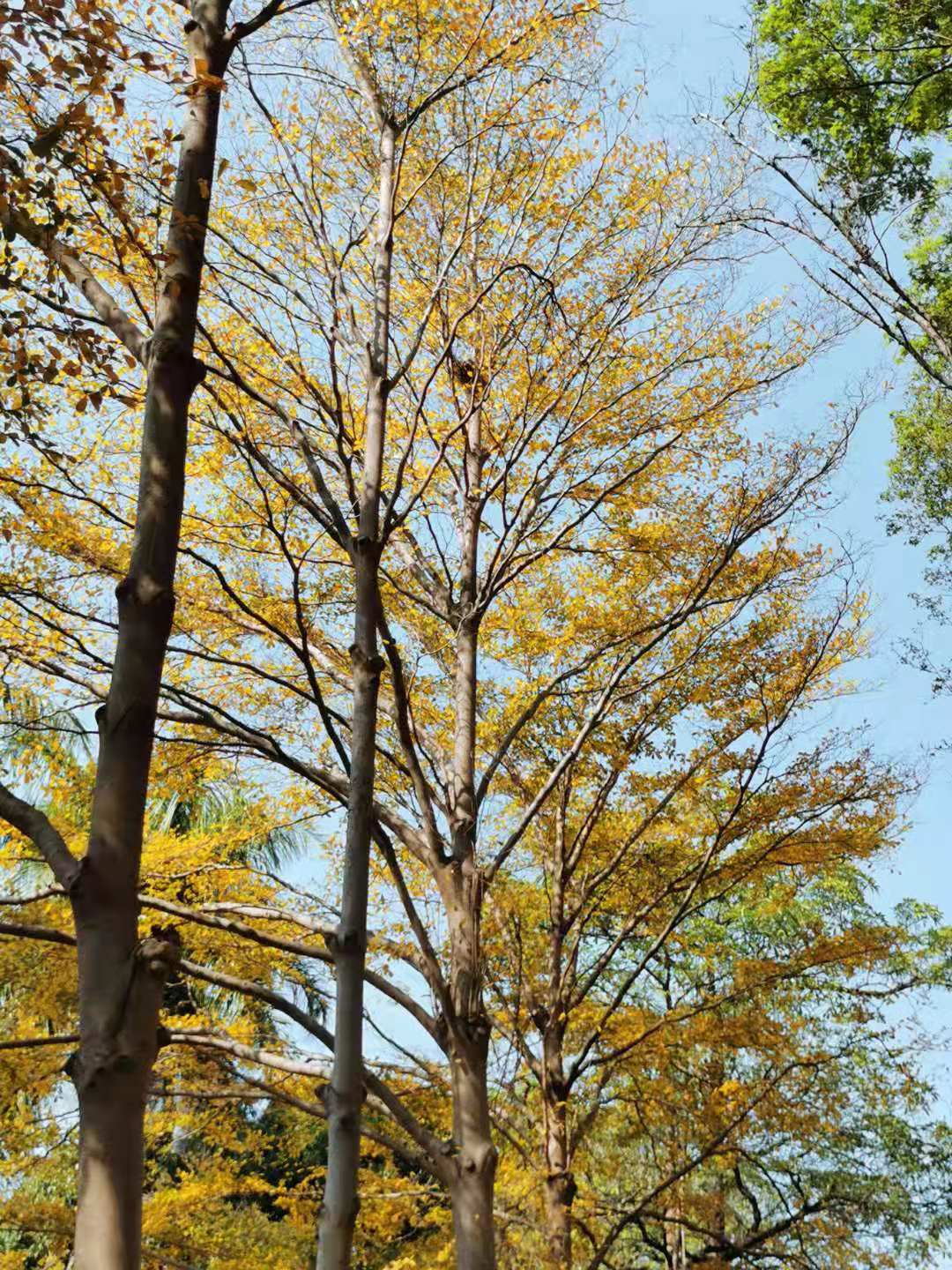
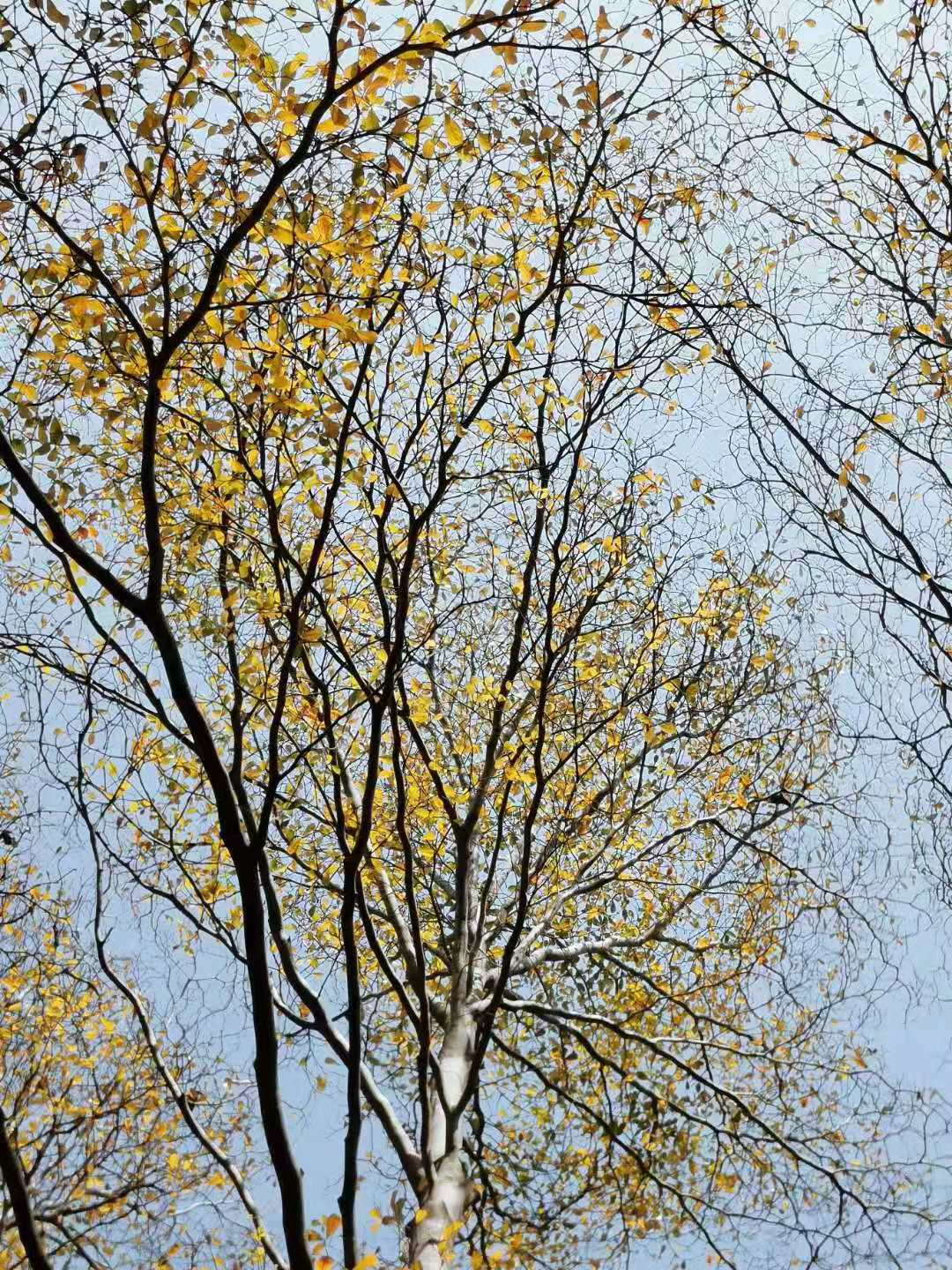
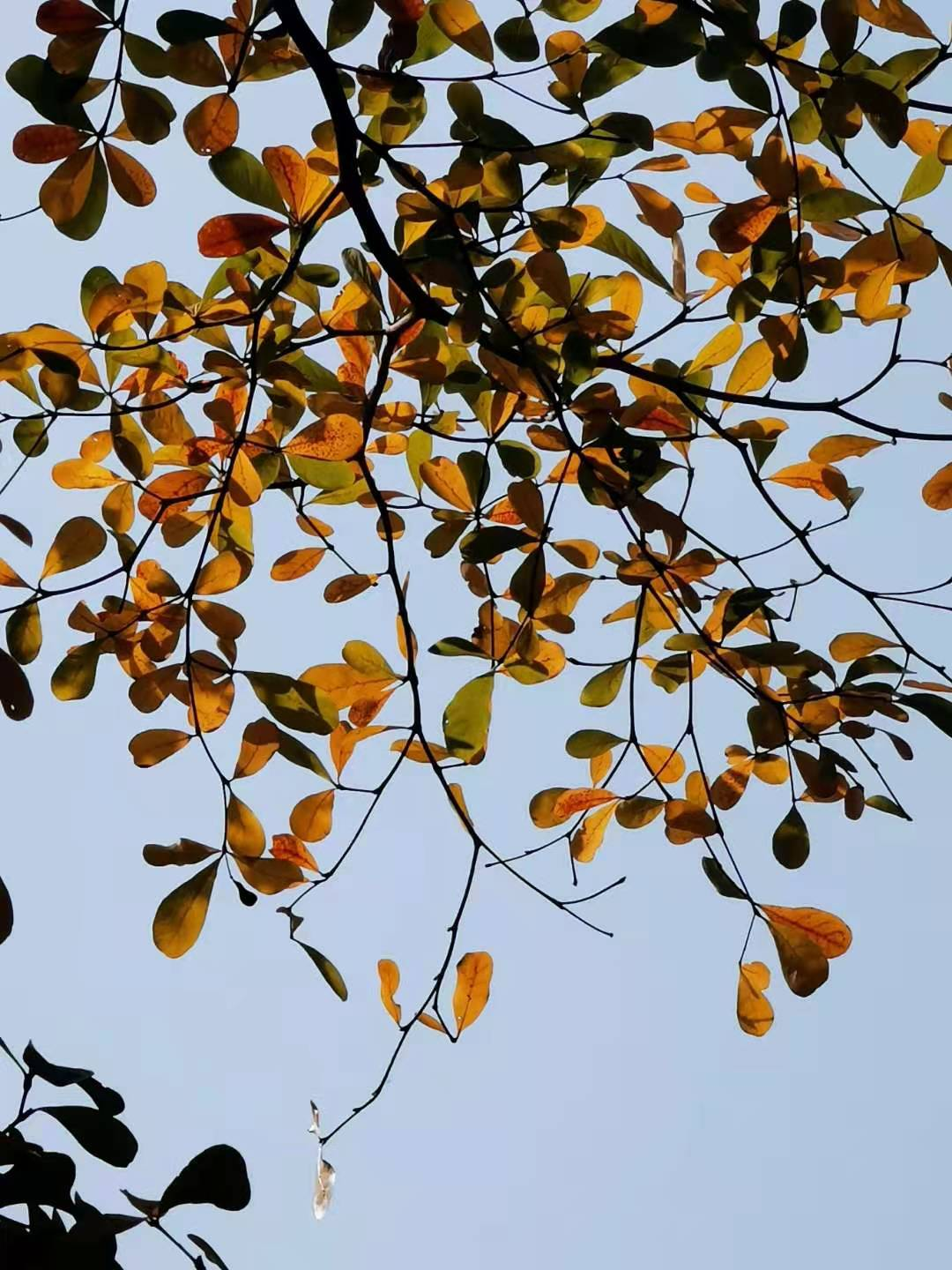
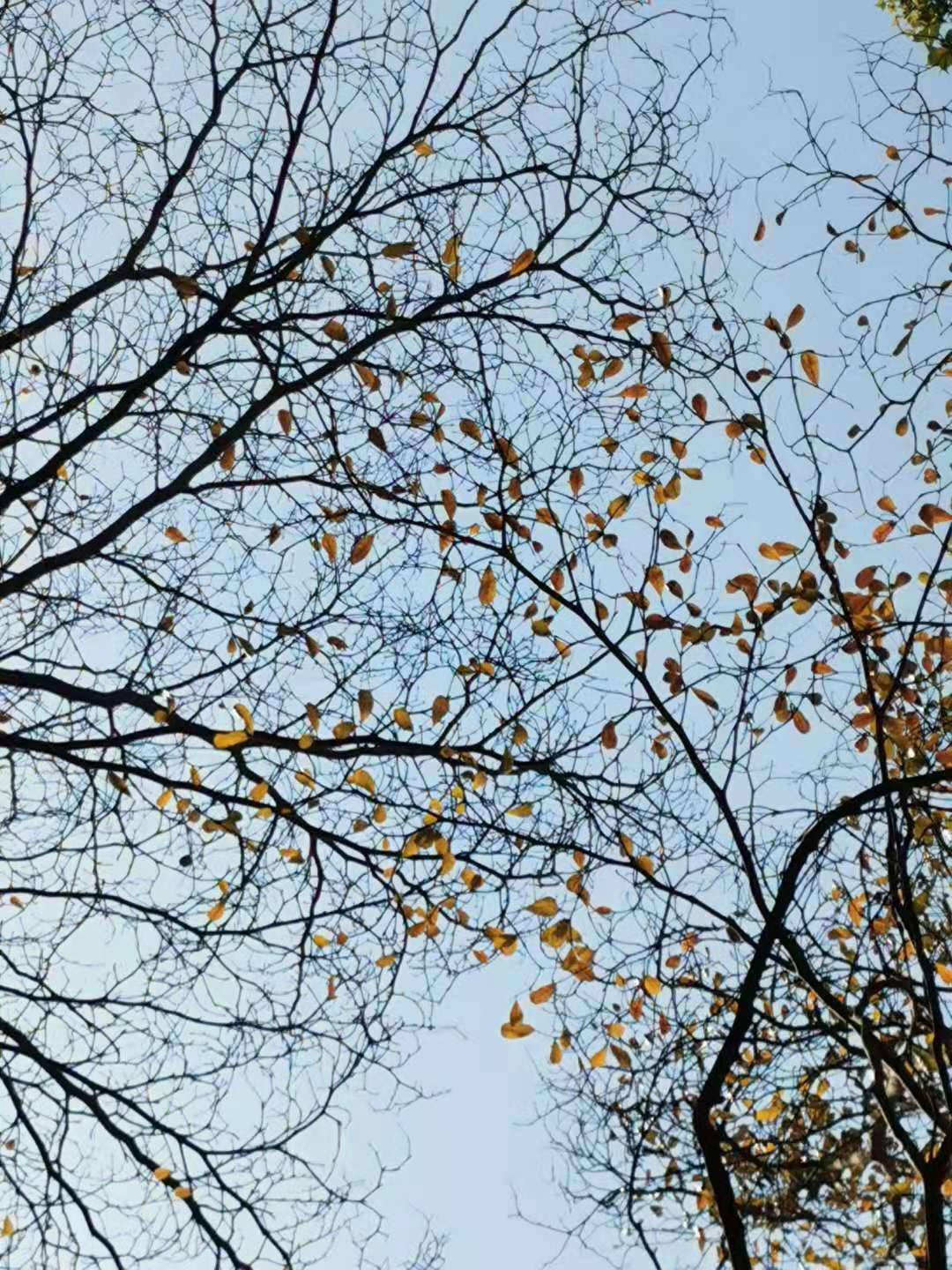